# Liste von Sakralbauten in Bad Mergentheim
Die Liste von Sakralbauten in Bad Mergentheim nennt Kirchengebäude und sonstige Sakralbauten im Stadtgebiet von Bad Mergentheim im Main-Tauber-Kreis in Baden-Württemberg.

## Sakralbauten in Bad Mergentheim

### Christentum
Die katholischen Sakralbauten im Stadtgebiet von Bad Mergentheim gehören zu den Seelsorgeeinheiten 1a – L.A.M.M. und 1b – Heilig Kreuz im Dekanat Mergentheim. Die evangelischen Sakralbauten im Stadtgebiet von Bad Mergentheim sind verschiedenen Kirchengemeinden im Kirchenbezirk Weikersheim zugeordnet.

#### Kirchengebäude und Kapellen
| Name                                | Konfession | Ort                                                 | Bild | Koordinaten                 |
| ----------------------------------- | ---------- | --------------------------------------------------- | --- | --------------------------- |
| Bergkirche St. Margareta            | ev.        | Markelsheim                                         | | 49° 28′ 19″ N, 9° 49′ 56″ O |
| Brückenkapelle                      | r.-k.      | Markelsheim                                         | | 49° 28′ 34″ N, 9° 50′ 1″ O  |
| Evangelische Kirche                 | ev.        | Althausen                                           | | 49° 28′ 6″ N, 9° 44′ 41″ O  |
| Evangelische Kirche                 | ev.        | Dainbach                                            | | 49° 29′ 48″ N, 9° 42′ 55″ O |
| Evangelische Kirche                 | ev.        | Edelfingen                                          | | 49° 30′ 56″ N, 9° 44′ 59″ O |
| Evangelische Kirche                 | ev.        | Wachbach                                            | | 49° 26′ 42″ N, 9° 47′ 25″ O |
| Kapelle                             | r.-k.      | Lustbronn                                           | | 49° 26′ 56″ N, 9° 43′ 40″ O |
| Kapuzinerkirche                     | r.-k.      | Bad Mergentheim                                     | | 49° 29′ 23″ N, 9° 46′ 36″ O |
| Maria Heil der Kranken              | r.-k.      | Bad Mergentheim Caritas-Krankenhaus Bad Mergentheim | | 49° 29′ 28″ N, 9° 45′ 43″ O |
| Maria Immaculata                    | r.-k.      | Edelfingen                                          | | 49° 30′ 44″ N, 9° 45′ 9″ O  |
| Mariä Himmelfahrt                   | r.-k.      | Hachtel                                             | Bild gesucht Die Wikipedia wünscht sich an dieser Stelle ein Bild vom hier behandelten Ort. Weitere Infos zum Motiv findest du vielleicht auf der Diskussionsseite . Falls du dabei helfen möchtest, erklärt die Anleitung , wie das geht. BW | 49° 25′ 11″ N, 9° 47′ 31″ O |
| Mariä Krönung                       | r.-k.      | Stuppach                                            | | 49° 26′ 38″ N, 9° 44′ 56″ O |
| Marienkirche                        | r.-k.      | Bad Mergentheim                                     | | 49° 29′ 23″ N, 9° 46′ 26″ O |
| Münster St. Johannes                | r.-k.      | Bad Mergentheim                                     | | 49° 29′ 29″ N, 9° 46′ 23″ O |
| Spitalkapelle St. Martin            | r.-k.      | Bad Mergentheim                                     | | 49° 29′ 30″ N, 9° 46′ 24″ O |
| St. Georg                           | r.-k.      | Wachbach                                            | | 49° 26′ 33″ N, 9° 47′ 26″ O |
| St. Gumpert und St. Kunibert        | r.-k.      | Apfelbach                                           | Bild gesucht Die Wikipedia wünscht sich an dieser Stelle ein Bild vom hier behandelten Ort. Weitere Infos zum Motiv findest du vielleicht auf der Diskussionsseite . Falls du dabei helfen möchtest, erklärt die Anleitung , wie das geht. BW | 49° 26′ 51″ N, 9° 49′ 24″ O |
| St. Kilian                          | r.-k.      | Markelsheim                                         | | 49° 28′ 26″ N, 9° 50′ 6″ O  |
| St. Leonhard                        | r.-k.      | Rengershausen                                       | | 49° 24′ 12″ N, 9° 43′ 24″ O |
| St.-Michael-Kapelle                 | r.-k.      | Bad Mergentheim                                     | | 49° 29′ 15″ N, 9° 46′ 27″ O |
| St. Peter und Paul                  | r.-k.      | Rot                                                 | | 49° 23′ 55″ N, 9° 48′ 55″ O |
| St. Wendelin                        | r.-k.      | Dainbach                                            | | 49° 29′ 51″ N, 9° 42′ 51″ O |
| Trillbergkapelle (Drillbergkapelle) | r.-k.      | Drillberg                                           | | 49° 29′ 6″ N, 9° 45′ 13″ O  |
| Wolfgangskapelle                    | r.-k.      | Bad Mergentheim                                     | | 49° 29′ 49″ N, 9° 46′ 33″ O |
| Zur Heiligsten Dreifaltigkeit       | r.-k.      | Löffelstelzen                                       | | 49° 30′ 27″ N, 9° 47′ 15″ O |

#### Klöster
| Name                              | Konfession | Ort             | Bild | Koordinaten                 |
| --------------------------------- | ---------- | --------------- | --- | --------------------------- |
| Deutschordenskommende Mergentheim | r.-k.      | Bad Mergentheim | | 49° 29′ 29″ N, 9° 46′ 35″ O |
| Dominikanerkloster Mergentheim    | r.-k.      | Bad Mergentheim | | 49° 29′ 22″ N, 9° 46′ 26″ O |
| Johanniterkommende Mergentheim    | r.-k.      | Bad Mergentheim | | 49° 29′ 31″ N, 9° 46′ 26″ O |
| Kapuzinerkloster Mergentheim      | r.-k.      | Bad Mergentheim | | 49° 29′ 23″ N, 9° 46′ 36″ O |
| Schwesternsammlung Neunkirchen    | r.-k.      | Neunkirchen     | Bild gesucht Die Wikipedia wünscht sich an dieser Stelle ein Bild vom hier behandelten Ort. Weitere Infos zum Motiv findest du vielleicht auf der Diskussionsseite . Falls du dabei helfen möchtest, erklärt die Anleitung , wie das geht. BW | 49° 28′ 38″ N, 9° 45′ 59″ O |

#### Mariengrotten
Folgende Mariengrotten beziehungsweise Lourdesgrotten bestehen im Stadtgebiet von Bad Mergentheim:
| Name         | Konfession | Ort           | Bild | Koordinaten                 |
| ------------ | ---------- | ------------- | ---- | --------------------------- |
| Mariengrotte | r.-k.      | Löffelstelzen |      | 49° 30′ 28″ N, 9° 47′ 18″ O |
| Mariengrotte | r.-k.      | Rengershausen |      | 49° 24′ 12″ N, 9° 43′ 24″ O |

#### Friedhöfe
In der Kernstadt Bad Mergentheim und den weiteren Stadtteilen bestehen 16 christliche Friedhöfe:
| Name           | Ort             | Bild | Koordinaten                 |
| -------------- | --------------- | --- | --------------------------- |
| Alter Friedhof | Bad Mergentheim | | 49° 29′ 15″ N, 9° 46′ 29″ O |
| Alter Friedhof | Markelsheim     | Bild gesucht Die Wikipedia wünscht sich an dieser Stelle ein Bild vom hier behandelten Ort. Weitere Infos zum Motiv findest du vielleicht auf der Diskussionsseite . Falls du dabei helfen möchtest, erklärt die Anleitung , wie das geht. BW | 49° 28′ 14″ N, 9° 49′ 51″ O |
| Friedhof       | Althausen       | Bild gesucht Die Wikipedia wünscht sich an dieser Stelle ein Bild vom hier behandelten Ort. Weitere Infos zum Motiv findest du vielleicht auf der Diskussionsseite . Falls du dabei helfen möchtest, erklärt die Anleitung , wie das geht. BW | 49° 28′ 7″ N, 9° 44′ 40″ O  |
| Friedhof       | Apfelbach       | Bild gesucht Die Wikipedia wünscht sich an dieser Stelle ein Bild vom hier behandelten Ort. Weitere Infos zum Motiv findest du vielleicht auf der Diskussionsseite . Falls du dabei helfen möchtest, erklärt die Anleitung , wie das geht. BW | 49° 26′ 51″ N, 9° 49′ 23″ O |
| Friedhof       | Bad Mergentheim | Bild gesucht Die Wikipedia wünscht sich an dieser Stelle ein Bild vom hier behandelten Ort. Weitere Infos zum Motiv findest du vielleicht auf der Diskussionsseite . Falls du dabei helfen möchtest, erklärt die Anleitung , wie das geht. BW | 49° 28′ 53″ N, 9° 47′ 4″ O  |
| Friedhof       | Dainbach        | | 49° 29′ 48″ N, 9° 43′ 3″ O  |
| Friedhof       | Edelfingen      | Bild gesucht Die Wikipedia wünscht sich an dieser Stelle ein Bild vom hier behandelten Ort. Weitere Infos zum Motiv findest du vielleicht auf der Diskussionsseite . Falls du dabei helfen möchtest, erklärt die Anleitung , wie das geht. BW | 49° 30′ 55″ N, 9° 45′ 7″ O  |
| Friedhof       | Hachtel         | Bild gesucht Die Wikipedia wünscht sich an dieser Stelle ein Bild vom hier behandelten Ort. Weitere Infos zum Motiv findest du vielleicht auf der Diskussionsseite . Falls du dabei helfen möchtest, erklärt die Anleitung , wie das geht. BW | 49° 25′ 13″ N, 9° 47′ 32″ O |
| Friedhof       | Herbsthausen    | | 49° 24′ 22″ N, 9° 49′ 42″ O |
| Friedhof       | Löffelstelzen   | | 49° 30′ 26″ N, 9° 47′ 17″ O |
| Friedhof       | Markelsheim     | Bild gesucht Die Wikipedia wünscht sich an dieser Stelle ein Bild vom hier behandelten Ort. Weitere Infos zum Motiv findest du vielleicht auf der Diskussionsseite . Falls du dabei helfen möchtest, erklärt die Anleitung , wie das geht. BW | 49° 28′ 12″ N, 9° 49′ 48″ O |
| Friedhof       | Neunkirchen     | Bild gesucht Die Wikipedia wünscht sich an dieser Stelle ein Bild vom hier behandelten Ort. Weitere Infos zum Motiv findest du vielleicht auf der Diskussionsseite . Falls du dabei helfen möchtest, erklärt die Anleitung , wie das geht. BW | 49° 28′ 38″ N, 9° 46′ 0″ O  |
| Friedhof       | Rengershausen   | Bild gesucht Die Wikipedia wünscht sich an dieser Stelle ein Bild vom hier behandelten Ort. Weitere Infos zum Motiv findest du vielleicht auf der Diskussionsseite . Falls du dabei helfen möchtest, erklärt die Anleitung , wie das geht. BW | 49° 24′ 15″ N, 9° 43′ 16″ O |
| Friedhof       | Rot             | | 49° 23′ 54″ N, 9° 48′ 57″ O |
| Friedhof       | Stuppach        | | 49° 26′ 38″ N, 9° 44′ 55″ O |
| Friedhof       | Wachbach        | Bild gesucht Die Wikipedia wünscht sich an dieser Stelle ein Bild vom hier behandelten Ort. Weitere Infos zum Motiv findest du vielleicht auf der Diskussionsseite . Falls du dabei helfen möchtest, erklärt die Anleitung , wie das geht. BW | 49° 26′ 27″ N, 9° 47′ 47″ O |

### Judentum
Die folgenden jüdischen Sakralbauten des ehemaligen Bezirksrabbinats Mergentheim bestanden oder bestehen im heutigen Stadtgebiet von Bad Mergentheim:
| Name     | Ort             | Bild | Koordinaten                 |
| -------- | --------------- | ---- | --------------------------- |
| Synagoge | Bad Mergentheim |      | 49° 29′ 30″ N, 9° 46′ 17″ O |
| Synagoge | Wachbach        |      | 49° 26′ 35″ N, 9° 47′ 25″ O |
| Synagoge | Neunkirchen     |      | 49° 28′ 32″ N, 9° 45′ 57″ O |
| Synagoge | Markelsheim     |      | 49° 28′ 27″ N, 9° 50′ 3″ O  |
| Synagoge | Edelfingen      |      | 49° 30′ 51″ N, 9° 44′ 58″ O |

### Islam
Im Stadtgebiet von Bad Mergentheim besteht keine Moschee. Die Muslime besuchen gewöhnlich die nächstgelegene Moschee Lauda.